# Znakomtes, Balujev!
Znakomtes, Balujev! (russisk: Знакомьтесь, Балуев!) er en sovjetisk spillefilm fra 1963 af Viktor Komissarzjevskij.

## Medvirkende
- Ivan Pereverzev som Pavel Balujev
- Nina Urgant som Dusja Balujeva
- Stanislav Sokolov som Vitja Zajtsev
- Svetlana Dik som Zina Penotjkina
- Pavel Morozenko som Vasja Martjenko